# 37 Segundos
37 Segundos es una película de drama japonesa de 2019 escrita y dirigida por Hikari. La película presenta a la actriz aficionada Mei Kayama, que tiene parálisis cerebral, como Yuma Takada, una talentosa artista de 23 años que quiere hacerse un nombre en el manga. La editora de una revista comprensiva (Yuka Itaya) le dice a Takada que su arte es técnicamente competente, pero que delata su falta de experiencia mundana. Criticando sus descripciones del sexo como poco convincentes, el editor le dice a la joven, que usa una silla de ruedas para moverse, que pierda su virginidad y luego regrese.
La película se proyectó en el 69.º Festival Internacional de Cine de Berlín y ganó el Premio del Público y el Premio Art Cinema de la Confederación Internacional de Cines Artísticos en la sección Panorama del festival.

## Reparto
- Mei Kayama Como Yuma Takada
- Misuzu Kanno Como Kyoko Takada
- Shunsuke Daitō
- Makiko Watanabe
- Minori Hagiwara
- Yuka Itaya
- Shizuka Ishibashi
- Kiyohiko Shibukawa
- Shôhei Uno

## Lanzamiento
La película tuvo su estreno mundial en el Festival Internacional de Cine de Berlín, y también se proyectó en el Festival de cine de Tribeca 2019 en la sección de Cine Mundial Contemporáneo. La empresa de ventas internacionales Films Boutique tiene los derechos, mientras que Netflix tiene los derechos de distribución para los Estados Unidos y Canadá.
 